# Пеунешть (комуна)
Пеунешть, Пеунешті (рум. Păunești) — комуна у повіті Вранча в Румунії. До складу комуни входять такі села (дані про населення за 2002 рік):
- Віїшоара (1274 особи)
- Пеунешть (5450 осіб)

Комуна розташована на відстані 194 км на північний схід від Бухареста, 37 км на північ від Фокшан, 130 км на південь від Ясс, 98 км на північний захід від Галаца, 123 км на схід від Брашова.

## Населення
За даними перепису населення 2002 року у комуні проживали 6724 особи. Усі жителі комуни рідною мовою назвали румунську.
Національний склад населення комуни:
| Національність | Кількість осіб | Відсоток |
| -------------- | -------------- | -------- |
| румуни         | 6723           | > 99,9%  |
| угорці         | 1              | < 0,1%   |

Склад населення комуни за віросповіданням:
| Релігія            | Кількість осіб | Відсоток |
| ------------------ | -------------- | -------- |
| православні        | 6589           | 98,0%    |
| старообрядці       | 105            | 1,6%     |
| римо-католики      | 11             | 0,2%     |
| п'ятдесятники      | 11             | 0,2%     |
| реформати          | 1              | < 0,1%   |
| греко-католики     | 1              | < 0,1%   |
| баптисти           | 1              | < 0,1%   |
| лютерани           | 1              | < 0,1%   |
| не вказали релігію | 3              | < 0,1%   |